# 尼科拉山脈
尼科拉山脈是美國阿拉斯加州阿留申山脈最北端的一個子山脈。該山脈以北部的尼科拉河命名，該河流域包括了該山脈中最高且最崎嶇的山峯。它們東南部與阿留申山脈的另一個子山脈奇格米特山脈接壤，東北部與託德里洛山脈接壤，西部和西南部則與克拉克湖國家公園和自然保護區的湖泊及低地接壤。最高峯是尼科拉山（也稱爲“尼科拉峯”），海拔9,426英尺（2,873米），儘管這個名字並未被官方認可。
由於尼科拉山脈的偏遠位置、通常惡劣的天氣條件以及缺乏真正的高峯，這些山脈尚未得到廣泛的探索。然而，它們地形崎嶇，爲探險性質的攀登提供了許多可能性。著名登山者弗雷德·貝基在1970年代初訪問了該山脈；1991年，他作爲探險隊的“精神領袖”帶領團隊首次登上了尼科拉山；2004年，他又一次訪問了該山脈。其他記錄在案的攀登訪問發生在1979年和1995年。

## 來源
- 美國高山雜誌，1980年，1992年，1996年，2005年。
- 邁克爾·伍德；科爾比·庫姆斯（2001）。《阿拉斯加：攀登指南》[4]。登山家出版社。